# Conclave de 1304–05
El Conclave de 1304–05 es va convocar després de la mort del Papa Benet XI i va ser un dels conclaves més llargs de la història. Es va celebrar a Perusa entre el 10 de juliol de 1304 i el 5 de juny de 1305. Després de l'interregne d'11 mesos ocasionat per les disputes entre els cardenals francesos i italians, va acabar amb l'elecció del no-cardenal Raymond Bertrand de Got com el Papa Climent V. Aquest va ser l'últim conclave que es va celebrar abans de l'anomenat Papat d'Avinyó.
Dinou cardenals van participar en l'elecció, però durant el transcurs del conclave quatre van haver de marxar per malaltia. El nou Papa, cridat per a la seva coronació, ja que en no ser cardenal no es trobava present al conclave, no es va desplaçar a Itàlia sinó que va elegir la ciutat de Lió per a la seva entronització, la qual va tenir lloc el 14 de novembre del 1305, a l'església de Saint-Just, comptant amb l'assistència del rei Felip IV de França.

## Col·legi cardenalici

### Cardenals presents al conclave
- Giovanni Boccamazza, bisbe de Frascati i degà del Col·legi cardenalici;
- Teodorico Ranieri, bisbe de Palestrina i camarlenc;
- Leonardo Patrasso, bisbe d'Albano;
- Pedro Rodríguez, bisbe de Sabina;
- Giovanni Minio da Morrovalle;
- Niccolò Alberti, O.P.;
- Robert de Pontigny;
- Gentile Partino da Montefiore, O.F.M., gran penitencier;
- Walter Winterburn, O.P.;
- Napoleone Orsini;
- Landolfo Brancaccio;
- Guglielmo Longhi;
- Francesco Napoleone Orsini;
- Francesco Caetani;
- Luca Fieschi.

### Cardenals absents
- Jean Le Moine;
- Matteo Rubeo Orsini, protodiaca;
- Jacopo Caetani degli Stefaneschi;
- Riccardo Petroni.